# Apelação
Apelação ist ein Ort und eine ehemalige Gemeinde (Freguesia) im portugiesischen Kreis Loures. Die Gemeinde hatte 5559 Einwohner (Stand 30. Juni 2011).
Mit der Gebietsreform vom 29. September 2013 wurden die Gemeinden Apelação, Camarate und Unhos zur neuen Gemeinde União das Freguesias de Camarate, Unhos e Apelação zusammengeschlossen.